# Cântecul porumbiței cenușii
Cântecul porumbiței cenușii (titlul original: Pieseň o sivom holubovi) este un film dramatic cehoslovac, realizat în 1961 de regizorul slovac Stanislav Barabáš. A fost prezentat la Festivalul de la Cannes din 1961. Un film antirăzboi cu copii, pe fundalul evenimentelor din timpul retrageri trupelor germane peste teritoriul muntos al Tatrei, înainte de sfârșitul celui de-al doilea război mondial.

## Distribuție
- Pavol Poláček – Rudko Hrudka
- Pavol Mattoš – Vinco
- Vlado Brečka – Martin
- Karol Machata – profesorul
- Ladislav Chudík – tatăl lui Milanov
- Vladimír Durdík st. – tatăl lui Rudko
- Jiří Sovák – Fero Šlosiarik
- Karla Chadimová – partizana Nataša
- Oľga Zöllnerová – Verona
- Elena Pappová – mama lui Rudko
- Ján Bzdúch – Andriușa
- Martin Ťapák – partizanul slovac
- Otto Lackovič – soțul Veronei
- Dana Šarniková – micuța Uľka
- Dušan Kosec – Gusto Pampura
- Viktor Blaho – șoferul
- Adam Matejka – angajatul bisericii
- Jaroslav Rozsíval – locotenentul
- Július Vašek – comandantul SS

## Legături externe
- Cântecul porumbiței cenușii la Internet Movie Database